# シェリフ・エンディアイェ
パペ・シェリフ・エンディアイェ（フランス語: Pape Cherif Ndiaye、1996年1月23日 - ）は、セネガルのサッカー選手。ポジションはフォワード。

## 経歴
2023年1月28日、アダナ・デミルスポルに買い取りオプションつきの半年契約でレンタル移籍し、同年7月1日に買い取りオプションが行使された。
2023年9月4日、レッドスター・ベオグラードと1年延長オプションつきの3年契約を締結した。2024年9月23日のセルビア・スーペルリーガ、パルチザン・ベオグラードとのヴェチティ・デルビで1968年11月17日のステヴァン・オストイッチ以来56年ぶりのハットトリックを達成した。